# 焦亿安
焦亿安（1944年—），男，湖南武冈人，中华人民共和国政治人物，曾任国家电力公司总经济师，国有重点大型企业监事会主席。